# Landstände der Landgrafschaft Hessen
Die Landstände der Landgrafschaft Hessen bestanden seit dem Mittelalter und endeten formal erst mit dem Reichsdeputationshauptschluss, faktisch aber mit der Teilung der Landgrafschaft. 1519 gelang ihnen im Vormundschaftskonflikt eine umfassende Machterweiterung.

## Geschichte
Die Ursprünge der Landstände liegen im Dunkel. Bereits vor dem 15. Jahrhundert bestanden Landstände. Urkunden über deren Zusammenkommen oder Arbeit sind jedoch nicht überliefert.

### Teilungsvertrag von 1467
Nach langjährigen Erbschaftsstreitigkeiten wurde 1467 eine Auseinandersetzungsvereinbarung zwischen Landgraf Ludwig II. und Landgraf Heinrich III. getroffen, der die Stellung der Landstände stärkte. Der Vertrag (der auch von einem zwanzigköpfigen Ausschuss von Räten, Rittern und Städten gebilligt wurde) regelte, dass die Landstände in jedem der beiden neu gebildeten Landesteile das Recht hätten, sich von ihrem Landesherren loszusagen und sich dem anderen Landesteil anzuschließen, sofern der Landesherr vertragsbrüchig würde. Dennoch beriefen sich die Stände in der Vormundschaftsauseinandersetzung auf diesen Vertrag, um für sich daraus ein Selbstversammlungsrecht abzuleiten.

### Vormundschaftskonflikt 1509
Nach dem Tod des Landgrafen Wilhelm II. 1509 weigerten sich die Stände, das Testament Wilhelms anzuerkennen, das seine Witwe Anna zur Regentin und zur Vormünderin seines noch minderjährigen Sohns, Philipp I., ernannte. Eine Regentschaft, die ausschließlich durch die Landgräfin-Witwe geführt wurde, sei – nach Meinung der Stände – für die Landgrafschaft eine Neuerung und damit nicht durch „Herkommen, Recht und Gewohnheit“ gedeckt. Die Landgräfin-Witwe berief sich hingegen auf römisches Recht und die Gewohnheit anderer Territorien.
Die Stände wählten einen Regentschaftsrat aus den eigenen Reihen. Führende Kraft war der Landhofmeister Ludwig I. von Boyneburg. Weder abgehaltene Schiedstage noch Vermittlungsversuche des Kaisers bewirkten eine Änderung im Sinne Annas. Die neue Regierung stand in den Folgejahren unter zunehmender Kritik. Zum einen stellte auch diese Form der Regentschaft einen klaren Bruch mit „Herkommen, Recht und Gewohnheit“ dar, zum anderen gab es machtpolitische Konflikte. Insbesondere sahen sich zunehmend Teile der Stände selbst nicht ausreichend an der Regierung beteiligt. Vor allem aber wirkten die sächsischen Herzöge, die selbst vertraglich gesicherte Erbansprüche hatten, über die Stände auf die hessische Politik ein.
1514 kam es zur so genannten „Treysaer Einigung“ der Mehrheit der Stände mit Anna, die Annas Regentschaft anerkannte und den Regentenausschuss auflöste. Im Gegenzug musste Anna weitgehende Zugeständnisse machen. Ohne Zustimmung der Stände durften künftig keine Steuern erhoben oder Münzen verschlechtert werden. Anna verpflichtete sich, die Stände mindestens ein- oder zweimal im Jahr zusammenzurufen. Ihre Arbeit als Regentin sollte durch einen Regentschaftsausschuss überwacht werden, der weitgehende Rechte hatte und den Landständen gegenüber rechenschaftspflichtig war.

### Beschränkung der Stände
Annas Position wurde durch ihre geschickte Politik, die die Städte gegen den Adel ausspielte, immer stärker. 1518 gelang es ihr, beim Kaiser eine Mündigkeitserklärung für ihren damals 13 Jahre alten Sohn, Landgraf Philipp I., zu bewirken. Damit konnte sie den Regentschaftsausschuss für erledigt erklären.
Nach seiner Mündigkeitserklärung kam es zum Konflikt zwischen Landgraf Philipp und den Ständen, als diese sich ohne Einladung des Landgrafen versammeln wollten. Philipp erbat in dieser Angelegenheit Unterstützung beim Kaiser und erhielt ein kaiserliches Mandat, das den Ständen das Selbstversammlungsrecht absprach.
Bis 1527 verzichtete Philipp auf eine Einberufung der Stände und dokumentierte so seinen Erfolg im Verfassungskonflikt.
Während des Vormundschaftskonfliktes spielte Dietrich von Cleen, der damalige Komtur der Deutschordensballei Hessen, eine wichtige Rolle. Erst als Mitglied des Regentschaftsausschusses an der Entmachtung beteiligt, wechselte er in den Folgejahren auf die Seite Annas.
Bei der Einführung der Reformation in der Landgrafschaft war die Ballei Marburg eine der wenigen geistlichen Institutionen, die der Säkularisation entgingen. Allerdings kam es nun zu einem Konflikt mit dem Landgrafen. Johann Daniel von Lauerbach, Nachfolger Cleens als Komtur, weigerte sich, den Eid auf den Landgrafen zu leisten (und ihm Steuern zu zahlen), da er allein dem Hochmeister untergeben sei. Der Landgraf verwies auf die Tradition der Mitwirkung des Deutschen Ordens an den Ständen und die Schenkungen, die der Orden durch das Landgrafenhaus erhalten hatte. Erst 1584 im Carlstatter Vertrag einigte man sich. Der Komtur wurde zur Teilnahme an Landtagen verpflichtet. Die Steuern wurden nicht von Landgrafen, sondern vom Kaiser eingezogen, aber zur Hälfte an den Landgrafen ausgeschüttet.

### Teilung
1603 fand der letzte reguläre Samtlandtag statt. Nachdem die Landgrafschaft geteilt worden war, wurde 1608 vereinbart, dass Samtlandtage jeweils abwechselnd in Hessen-Kassel und Hessen-Darmstadt stattfinden sollten. Dazu kam es jedoch nicht. Stattdessen wurden Sonderlandtage einberufen, etwa 1613, als Ludwig V. von Hessen-Darmstadt einen Sonderlandtag der Landgrafschaft Hessen-Darmstadt zur Genehmigung der sog. „Türkensteuer“ einberief.
1627 wurde ein neuer Hausvertrag geschlossen. Auch hier waren Samtlandtage vorgesehen. Daneben bestand aber nun ausdrücklich das Recht, jeweils Sonderlandtage durchzuführen zu dürfen. Ende März 1628 wurde der letzte Samtlandtag abgehalten.
Der Hausvertrag verhinderte nicht weitere Konflikte der beiden hessischen Landgrafschaften. Nach Ende des Dreißigjährigen Krieges wurde 1648 erneut ein Hausvertrag, der „Friedens- und Einigkeitsrezeß“, geschlossen. Auch dieser erklärte die Samtlandtage formal wieder für eingesetzt – einberufen wurden sie jedoch nie.

## Organisation

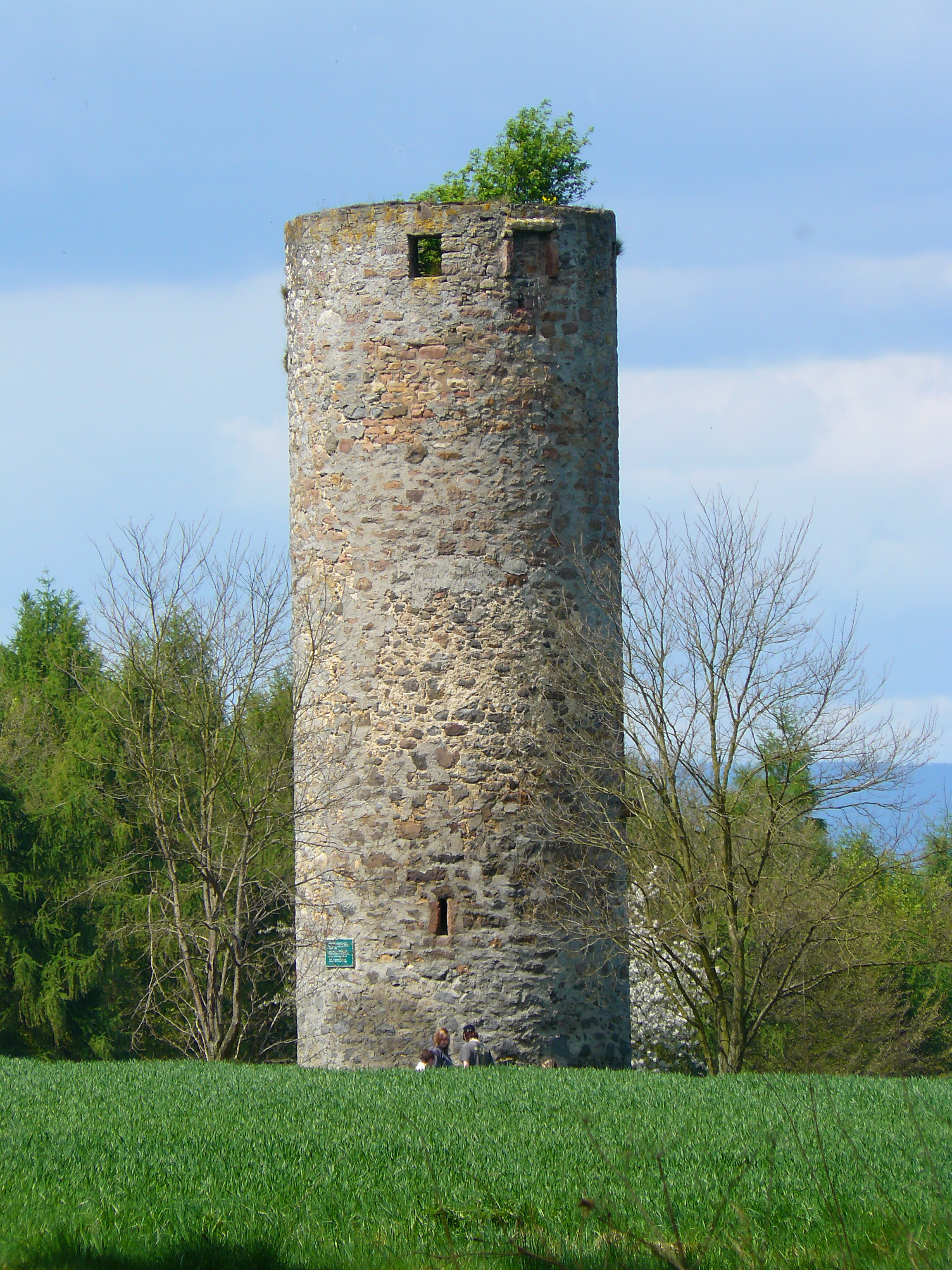
Der Spießturm (2008)

Die Stände wurden durch den Landgrafen eingeladen. Die Landtage traten an unterschiedlichen Orten zusammen. Ursprünglich war als Versammlungsort der „Spießturm“ (kurz der „Spieß“) bestimmt worden, ein im 15. Jahrhundert erbauter Wartturm bei dem Frielendorfer Ortsteil Spieskappel an der Grenze zwischen den damaligen Landesteilen Nieder- und Oberhessen. Spätestens seit 1509 fanden die Landtage jedoch in wechselnden Städten statt.
Grundsätzlich bestand Pflicht zur Teilnahme, aber oft ließen sich die Teilnehmer entschuldigen. Die Beschlüsse des Landtags waren aber auch für die nicht Anwesenden bindend. Am Ende des Landtags wurde ein Beschlussdokument, der Landtagsabschied, verabschiedet. Die Kosten zur Verpflegung der Stände trug der Landgraf.
Ab 1583 versuchten die Landgrafen, anstelle des Landtags nur einen Landtags-Ausschuss einzuberufen. Hiergegen erhob sich ein heftiger Widerspruch. Üblich waren auch Sitzungen einzelner Kurien, namentlich der Städte. Diese konnten in eigenen Angelegenheiten autonom entscheiden (z. B. wenn es nur um Steuern der Städte ging).
Seit 1640 war der hessische Teil Grafschaft Schaumburg durch Personalunion Teil von Hessen-Kassel geworden. Hier bestanden die Landstände der Grafschaft Schaumburg unabhängig von den hessischen Landständen weiter.

## Kurien
Die Stände bestanden aus vier getrennten Kurien:

### Prälaten
Hierzu zählten
- in Hessen-Kassel
  - der Landkomtur der Deutschordensballei Hessen zu Marburg;
  - der Rektor und Senat der im Jahre 1527 gestifteten Hochschule zu Marburg, wegen der ehemaligen Klostergüter in ihrem Besitz, nämlich die Vogteien Singlis, Nordshausen, Fritzlar und (ab 1653) Homberg/Efze;
  - die Obervorsteher der ritterschaftlichen Stifte Kaufungen und Wetter; und
  - der Obervorsteher der „Hohen Hospitäler“ Haina, Hofheim, Gronau und Merxhausen
- in Hessen-Darmstadt
  - der Komtur des Deutschen Ordens zu Schiffenberg,
  - der Rektor und Senat der 1607 gestifteten lutherischen Hochschule zu Gießen, wegen ihrer Vogteien und Einkünfte zu Gießen, Grünberg und Alsfeld.

Bis zur Reformation spielten die Kirchenvertreter in den Ständen nur eine kleine Rolle. Es handelte sich um Vertreter der hessischen Klöster und Stifte. 1527 wurden infolge der Einführung der Reformation die Klöster aufgehoben bzw. in Hospital- oder Schulstiftungen umgewandelt. Damit verschwand der Stand der Prälaten aber nicht aus den Landständen, vielmehr führten seit Ende des 16. Jahrhunderts die Inhaber, Leiter oder „Obervorsteher“ der neugeordneten Einrichtungen die bisherigen geistlichen Stimmen. Die Klöster wurden säkularisiert und ihre Einkünfte zur Finanzierung öffentlicher Einrichtungen genutzt. So wurden die Universität Marburg, die adligen Stifte Kaufungen und Wetter sowie die vier Hohen Landeshospitäler eingerichtet.
Der dem Range nach höchste Vertreter war der Marburger Deutsch-Ordens Komtur, der gleichzeitig (wegen ritterschaftlicher Güter) auch Mitglied der Ritterkurie war.

### Ritterschaft
Die Zahl der ritterlichen Teilnehmer an den Landtagen schwankte zwischen 120 und 200. Die Landtagsberechtigung hing an der Zugehörigkeit zu einer adligen Familie, die landtagsfähig war, nicht am Besitz von Gütern. Anknüpfungspunkt war die Tradition. Geschlechter, die bereits früher landtagsfähig gewesen waren, beriefen sich bei zukünftigen Landtagen auf ihr traditionelles Recht zur Teilnahme. Erst 1632 wurde die Ritterschaft in einer Matrikel erfasst (siehe Althessische Ritterschaft). Sprecher der Ritterschaft auf den Landtagen war der Erbmarschall; dieses Amt war im Hause Riedesel erblich.
Um 1760 zählten unter anderem nach Heinrich Berghaus unvollständiger Auflistung zur hessischen Ritterschaft (in Klammern die Zahl der landtagsfähigen Güter): Baumbach (11), Berlepsch (Erbkämmerer zu Hessen, 5), Biedenfeld, Bischoffshausen (2), Bodenhausen, Boyneburg (8), Brink, Buseck (auch Münch genannt), Buttlar (5), Calenberg (2), Capella, Cornberg, Dalwigk (4), Dornbach (3), Diede zum Fürstenstein (5), Donop, Döring (2), Dörnberg (Erbküchenmeister zu Hessen, 2), Drach (2), Eschwege (2), Fleckenbühl genannt Bürgel, Gall, Gilsa (4), Habell, Heydwolff, Horn, Hottenbach, Hundelshausen (3), Keudell (3), Knoblauch, Lindau, Löwenfeld, Löwenstein (4), Lütter, Malsburg (7), Meysenbug (4), Milchling (3), Münch, Nagel, Pappenheim (2), Pretlack, Radenhausen, Rau zu Holzhausen (2), Riedesel zu Eisenbach (Erbmarschälle zu Hessen, >2), Roding, Romrod (3), Rothsman, Schäffer, Schachten, Scholetz, Schenk zu Schweinsberg (Erbschenken zu Hessen, >2), Schwertzell, Seebach, Sayboltsdorf, Spiegel (3), Stein-Liebenstein, Stockhausen, Treusch von Buttlar (6), Trohe, Trott zu Solz (4), Urff, Verschuer (2), Vultée (3), Vrede, Wambolt von Umstadt, Weitershausen, Winter, Wolff von Gudenberg, Wallenstein, Worm

### Städte
Landtagsberechtigt waren alle Städte der Landgrafschaft. Dies schloss auch Städte ein, deren Hoheit sich Hessen mit anderen Fürsten teilte. Die Städte entsandten meist ein bis zwei, Marburg und Kassel bis zu vier Vertreter. Die Städte trugen die Hauptlast der Steuern und waren daher in finanziellen Angelegenheiten der Landgrafschaft von hoher Bedeutung.

### Grafen
Eine Reihe von Grafen waren Lehensempfänger des hessischen Landgrafen und als solche landtagsfähig. Soweit sie jedoch auf der Basis von Reichslehen, Allodialbesitz oder Lehen von anderen Fürsten souveräne Herren waren, waren sie keine Untertanen des Landgrafen.

## Nachfolge
Die Nachfolgeeinrichtung der Landstände der Landgrafschaft Hessen waren ab 1820 die Landstände des Großherzogtums Hessen.